# Operclipygus paraguensis
Operclipygus paraguensis  (лат.) — вид мелких жуков-карапузиков из семейства Histeridae (Histerinae, Exosternini). Южная Америка: Парагвай. Длина 2,65 мм, ширина 2,37 мм. Цвет красновато-коричневый. Форма тела овальная. Вид был обнаружен  и описан в 2013 году энтомологами Майклом Катерино (Michael S. Caterino) и Алексеем Тищечкиным (Santa Barbara Museum of Natural History, Санта-Барбара, США). Вид назван по имени страны, в которой обнаружена типовая серия и отнесён к таксономической группе Operclipygus mortavis group и близок к Operclipygus ecitonis, отличаясь деталями строения надкрылий.